# 祥人
祥人（さちと）は、日本の漫画家、イラストレーターである。女性。

## 経歴
1995年、『あの空のはばたきを聞く』で別冊花とゆめ『第9回ベストまんがスクール トップ賞/Aクラス賞』を受賞しデビュー。1996年、『月面1万5000キロ』で『第3回電撃ゲームコミック大賞・金賞』を受賞。以後、『電撃PlayStation』を中心に活動中。1999年、第4回アスキーエンタテインメントソフトウェアコンテストにおいて、RPGツクール3作品『MY DEAR KING』で敢闘賞を受賞。

## 漫画作品リスト
- あの空のはばたきを聞く （24P、1995年、別冊花とゆめ1995年4月号）
- 月面1万5000キロ （1996年、掲載誌不詳）
- すくすく娘さん （電撃PlayStation）
- すくすくラムザくん（偽） （4P、電撃PlayStation）
- 電撃PSD（後、電撃PS2）広告まんが （1/2P、電撃PlayStation、正式タイトル不詳）
- ファンパレード・マーチinDPS やりこみマンガスペシャル （14P、2001年、電撃ガンパレード・マーチ）
- 名探偵落合シリーズ#1 怪盗と電気仕掛けの歌姫 （48P、2003年、電撃MANIAX）
- 日がな半日ゲーム部暮らし （15P、2004年 - 2007年、電撃4コマ 1 - 22、24、26、28、30 - 35号、単行本全4巻）
- 怪盗! うさぴょん仮面 （8P、2006年 - 2007年、電撃4コマ 25、27、29、36、38号）
- ユッカ （15P、2007年 - 2009年、電撃4コマ 36 - 91号 単行本2巻まで）
- ふーふ （15P、2010年 - 、電撃4コマ 92号 - 連載中）

## 漫画以外の作品リスト
- 新作Station扉イラスト （1996年 - 不詳、電撃PlayStation）
- うん、元気（注：ウソ）（2001年 - 2010年、電撃PlayStation）本誌コーナー『電撃コラムス』内の連載。舞台・人物が毎回異なるサイレント1ページ漫画と身辺雑記的な文章。